# Leopoldo de' Medici
Leopoldo de' Medici (Firenze, 6 novembre 1617 – Firenze, 10 novembre 1675) è stato un cardinale italiano della celebre famiglia dei Medici. Era il figlio più giovane del granduca Cosimo II e fratello quindi del futuro granduca Ferdinando II.

## Biografia

### Giovinezza
A soli 3 anni perse il padre e con i suoi fratelli rimase sotto la protezione delle granduchesse reggenti, Maria Maddalena d'Austria, sua madre, e la nonna Cristina di Lorena, che si occuparono della sua educazione. Scelsero per lui come precettori prima Jacopo Soldano, poi il padre scolopio Flaviano Michelini, entrambi allievi di Galileo Galilei, ai quali successe poi Evangelista Torricelli.
Da quando suo fratello maggiore Ferdinando ebbe compiuto l'età per essere nominato granduca, Leopoldo lo poté affiancare nella direzione politica dello stato; in particolare fu un acceso promotore delle manifatture, dell'agricoltura e del commercio.

### Attività culturale
Fu un grande appassionato di discipline scientifiche, un po' come tutto il ramo granducale dei Medici. Ricostituì nel 1638 l'antica Accademia Platonica e nel 1657 fondò, assieme al fratello Ferdinando, l'Accademia del Cimento, secondo una sua precisa idea di ricerca scientifica basata sull'osservazione diretta dei fatti, in applicazione del metodo scientifico galileiano.
Nel 1641 inoltre era stato eletto membro dell'Accademia della Crusca, dove svolse l'importante ruolo di reggente delle adunanze generali del 1650 e del 1663; inoltre si occupò scrupolosamente della preparazione delle voci riguardanti le arti per la III edizione del Vocabolario della Crusca (1691).
Fu anche un grande collezionista di libri rari (il suo bibliotecario fu Antonio Magliabechi), di dipinti (sua è gran parte della collezione di pittori veneti agli Uffizi), di disegni, miniature, statue, monete e autoritratti (che adornano oggi il Corridoio vasariano). Dei fitti rapporti che seppe intrattenere con artisti, agenti d'arte e altri collezionisti, ci resta un vasto carteggio che ci dà un vivido ritratto della sua personalità sempre alla ricerca della conoscenza.

### Elezione a cardinale e ultimi anni
Leopoldo, nonostante fosse una persona di mentalità scientifica, dovette vestire l'abito, essendo la famiglia de' Medici rimasta senza autorevoli rappresentati nel Collegio cardinalizio dopo la morte del vecchio cardinale Carlo de' Medici, avvenuta il 17 giugno 1666. Il 12 dicembre 1667 Leopoldo fu creato cardinale da papa Clemente IX con il titolo di San Cosma e Damiano. Da quel momento fece frequenti viaggi a Roma, durante i quali perseguiva anche i suoi interessi artistici e contribuiva a raccogliere voci per la stesura del Vocabolario.
Da cardinale avviò trattative private con i gesuiti del Collegio romano per riabilitare Galileo Galilei, ma le trattative ebbero esito negativo.
Dal 20 dicembre 1669 al 26 aprile 1670 partecipò al lungo conclave in cui Emilio Bonaventura Altieri fu eletto papa con il nome di Clemente X.

### Morte e sepoltura
Il cardinal Leopoldo morì improvvisamente, nel pieno della sua attività di collezionista e studioso, il 10 novembre 1675.
Di carattere riflessivo e ponderato, rimase fedele per tutta la vita alla propria indole che lo portava a trattare in modo scrupoloso ogni impegno o negozio cui si dedicasse.
Alla sua morte fu ricordato come una persona di grande umanità e cultura.
Nel 1857, durante una prima ricognizione delle salme dei Medici, così venne ritrovato il suo corpo: 

### Dopo la morte
Le sue collezioni personali andarono ad arricchire ulteriormente il patrimonio della famiglia Medici ed oggi si possono ammirare, divise per settore, in vari musei fiorentini: i quadri agli Uffizi e nel Corridoio vasariano, le strumentazioni scientifiche (tra cui la lente e i cannocchiali di Galileo, il giovilabio e gli strumenti da esperienza dell'Accademia del Cimento) al Museo Galileo (suo fu il famoso cannocchiale e la "reliquia" del dito di Galileo), i libri alla Biblioteca Nazionale Centrale di Firenze, ecc.

## Ascendenza
|                           |                        |                       | Genitori                         |  |  | Nonni |  |  | Bisnonni            |  |  | Trisnonni                 |  |
|                           |                        |                       |                                  |  |  |       |  |  | Cosimo I de' Medici |  |  | Giovanni delle Bande Nere |  |
|                           |                        |                       |                                  |  |  |       |  |  | Cosimo I de' Medici |  |  | Giovanni delle Bande Nere |  |
|                           |                        | Maria Salviati        |                                  |  |  |       |  |  | Cosimo I de' Medici |  |  |                           |  |
| Ferdinando I de' Medici   |                        |                       |                                  |  |  |       |  |  | Cosimo I de' Medici |  |  |                           |  |
|                           |                        | Eleonora di Toledo    | Pedro Álvarez de Toledo y Zúñiga |  |  |       |  |  |                     |  |  |                           |  |
|                           |                        | Eleonora di Toledo    | Pedro Álvarez de Toledo y Zúñiga |  |  |       |  |  |                     |  |  |                           |  |
|                           |                        | Eleonora di Toledo    | María Osorio y Pimentel          |  |  |       |  |  |                     |  |  |                           |  |
| Cosimo II de' Medici      |                        | Eleonora di Toledo    |                                  |  |  |       |  |  |                     |  |  |                           |  |
|                           |                        | Carlo III di Lorena   | Francesco I di Lorena            |  |  |       |  |  |                     |  |  |                           |  |
|                           |                        | Carlo III di Lorena   | Francesco I di Lorena            |  |  |       |  |  |                     |  |  |                           |  |
|                           |                        | Carlo III di Lorena   | Cristina di Danimarca            |  |  |       |  |  |                     |  |  |                           |  |
| Cristina di Lorena        |                        | Carlo III di Lorena   |                                  |  |  |       |  |  |                     |  |  |                           |  |
|                           |                        | Claudia di Valois     | Enrico II di Francia             |  |  |       |  |  |                     |  |  |                           |  |
|                           |                        | Claudia di Valois     | Enrico II di Francia             |  |  |       |  |  |                     |  |  |                           |  |
|                           |                        | Claudia di Valois     | Caterina de' Medici              |  |  |       |  |  |                     |  |  |                           |  |
| Leopoldo de' Medici       |                        | Claudia di Valois     |                                  |  |  |       |  |  |                     |  |  |                           |  |
|                           | Ferdinando I d'Asburgo | Filippo I d'Asburgo   |                                  |  |  |       |  |  |                     |  |  |                           |  |
|                           | Ferdinando I d'Asburgo | Filippo I d'Asburgo   |                                  |  |  |       |  |  |                     |  |  |                           |  |
|                           | Ferdinando I d'Asburgo | Giovanna di Castiglia |                                  |  |  |       |  |  |                     |  |  |                           |  |
| Carlo II d'Austria        | Ferdinando I d'Asburgo |                       |                                  |  |  |       |  |  |                     |  |  |                           |  |
|                           |                        | Anna Jagellone        | Ladislao II di Boemia            |  |  |       |  |  |                     |  |  |                           |  |
|                           |                        | Anna Jagellone        | Ladislao II di Boemia            |  |  |       |  |  |                     |  |  |                           |  |
|                           |                        | Anna Jagellone        | Anna di Foix-Candale             |  |  |       |  |  |                     |  |  |                           |  |
| Maria Maddalena d'Austria |                        | Anna Jagellone        |                                  |  |  |       |  |  |                     |  |  |                           |  |
|                           |                        | Alberto V di Baviera  | Guglielmo IV di Baviera          |  |  |       |  |  |                     |  |  |                           |  |
|                           |                        | Alberto V di Baviera  | Guglielmo IV di Baviera          |  |  |       |  |  |                     |  |  |                           |  |
|                           |                        | Alberto V di Baviera  | Maria Giacomina di Baden         |  |  |       |  |  |                     |  |  |                           |  |
| Maria Anna di Baviera     |                        | Alberto V di Baviera  |                                  |  |  |       |  |  |                     |  |  |                           |  |
|                           |                        | Anna d'Austria        | Ferdinando I d'Asburgo           |  |  |       |  |  |                     |  |  |                           |  |
|                           |                        | Anna d'Austria        | Ferdinando I d'Asburgo           |  |  |       |  |  |                     |  |  |                           |  |
|                           |                        | Anna d'Austria        | Anna Jagellone                   |  |  |       |  |  |                     |  |  |                           |  |
|                           |                        | Anna d'Austria        |                                  |  |  |       |  |  |                     |  |  |                           |  |